# The Complete Collection (Lisa Stansfield)
The Complete Collection è un cofanetto pubblicato nel giugno 2003 dalla casa discografica BMG/Arista, che raccoglie tutti gli album di inediti di studio realizzati dalla cantante pop/soul britannica Lisa Stansfield (il cui contratto con la major scadeva proprio nel 2003), alle cui originarie track listing si aggiungono una serie di remix, rarità, bonus track e una canzone inedita.

## La collection in dettaglio
Più dettagliatamente, il cofanetto, in edizione limitata, che raccoglie i primi cinque album della cantante britannica, rimasterizzati e in digipak, contiene in totale 92 tracce, tra cui 15 bonus tracks: la versione del singolo di "People Hold On", "My Apple Heart", "Lay Me Down" e "Something's Happenin'" dall'album di debutto del 1989, Affection; "Whenever You're Gone", "Everything Will Get Better" e il «Frankie Knuckles Remix» di "Change" dal secondo long playing, Real Love del 1991; "Gonna Try It Anyway", il duetto "Dream Away" con la star americana Babyface e il «No Preservatives Remix by Roger Sanchez» della title track "So Natural" da So Natural del 2003; il «Bootleg Mix» dei Dirty Rotten Scoundrels di "People Hold On", "Breathtaking" e "Baby Come Back" dall'eponimo quarto lavoro del 1997, Lisa Stansfield; "All Over Me", "Can't Wait to" e "You Get Me" dal quinto album, Face Up, del 2001.
La «collezione completa» comprende inoltre un esclusivo bonus disc, intitolato "Live/Rare/Mixed", contenente un totale di 10 tracce, dalle canzoni del primo gruppo di Lisa, Ian e Andy Morris, i Blue Zone, There Was I, Dirty Talk e The Answer (quest'ultima mai pubblicata prima), gli introvabili lati B Sing It e Big Thing, e le registrazioni live di Tenderly e del medley Live Together/Young Hearts Run Free (entrambe realizzate in un concerto tenuto da Lisa a Wembley nel 1992, di cui esiste l'intera performance in VHS).

## Tracce
1. This Is the Right Time
2. Mighty Love
3. Sincerity
4. The Love in Me
5. All Around the World
6. What Did I Do to You? [7" Version]
7. Live Together
8. You Can't Deny It [U.S. Version]
9. Poison
10. When Are You Coming Back?
11. Affection
12. Wake Up Baby
13. The Way You Want It
14. People Hold On [Single Mix] [*] (con i Coldcut)
15. My Apple Heart [*]
16. Lay Me Down [*]
17. Something's Happenin' [*]
18. Change
19. Real Love
20. Set Your Loving Free
21. I Will Be Waiting
22. All Woman
23. Soul Deep
24. Make Love to Ya
25. Time to Make You Mine
26. Symptoms of Loneliness and Heartache
27. It's Got to Be Real
28. First Joy
29. Tenderly
30. A Little More Love
31. Whenever You're Gone [*]
32. Everything Will Get Better [*]
33. Change [Frankie Knuckles Remix] [*]
34. So Natural
35. Never Set Me Free
36. I Give You Everything
37. Marvellous and Mine
38. Goodbye
39. Little Bit of Heaven
40. Sweet Memories
41. She's Always There
42. Too Much Love Makin'
43. Turn Me On
44. Be Mine
45. In All the Right Places
46. Wish It Could Always Be This Way
47. Gonna Try It Anyway [*]
48. Dream Away [*] (duetto con Babyface)
49. So Natural [No Preservatives Mix by Roger Sanchez]
50. Never Gonna Fall
51. The Real Thing
52. I'm Leavin'
53. Suzanne
54. Never, Never Gonna Give You Up
55. Don't Cry for Me
56. The Line
57. The Very Thought of You
58. You Know How to Love Me
59. I Cried My Last Tear Last Night
60. Honest
61. Somewhere in Time
62. Got Me Missing You
63. Footsteps
64. People Hold On [Bootleg Mix] [*] (con i Dirty Rotten Scoundrels)
65. Breathtaking [*]
66. Baby Come Back [*]
67. I've Got Something Better
68. Let's Just Call It Love
69. You Can Do That
70. How Could You?
71. Candy
72. I'm Coming to Get You
73. 8-3-1
74. Wish on Me
75. Boyfriend
76. Don't Leave Now I'm in Love
77. Didn't I
78. Face Up
79. When the Last Sun Goes Down
80. All Over Me [*]
81. Can't Wait To [*]
82. You Get Me [*]
83. There Was I [*]
84. Dirty Talk [*]
85. Answer [*][#]
86. Sing It [*]
87. Big Thing [*]
88. Tenderly [Live] [*]
89. Live Together/Young Hearts Run Free [Live] [*]
90. People Hold On [Full Length Disco Mix] [*]
91. Change [Driza Bone Remix] [*]
92. Live Together [Massive Attack Big Beat Mix] [*]

N.B.: le bonus tracks sono contrassegnate da [*], mentre [#] indica l'unico brano inedito incluso nella multi-compilation.

## Album di provenienza
- Tracce 1-17: Affection (1989)
- Tracce 18-33: Real Love (1992)
- Tracce 34-49: So Natural (1993)
- Tracce 50-66: Lisa Stansfield (1997)
- Tracce 67-82: Face Up (2001)
- Tracce 83-92: bonus disc Live/Rare/Mixed (1985/1989/1992)